# Jonas Martin
Jonas Martin (ur. 9 kwietnia 1990 w Besançon) – francuski piłkarz występujący na pozycji pomocnika we francuskim klubie RC Strasbourg.

## Kariera klubowa
Jest wychowankiem Montpellier HSC. Do kadry pierwszego zespołu dołączył w 2010 roku. W rozgrywkach Ligue 1 zadebiutował 25 września 2010 w meczu przeciwko AC Arles-Avignon (3:1). Od 1 września 2011 do 30 czerwca 2012 przebywał na wypożyczeniu w drugoligowym Amiens SC. W sezonie 2011/2012 rozegrał 26 spotkań w lidze, w których zdobył 3 bramki.